# Šmohor
Šmohor este o localitate din comuna Laško, Slovenia, cu o populație de 13 locuitori.